# Xin'ansuo Zhen
Xin'ansuo Zhen (kinesiska: 新安所, 新安所镇) är en köping i Kina. Den ligger i provinsen Yunnan, i den sydvästra delen av landet, omkring 210 kilometer söder om provinshuvudstaden Kunming. Antalet invånare är 43 808. Befolkningen består av 21 423 kvinnor och 22 385 män. Barn under 15 år utgör 13,0 %, vuxna 15-64 år 79 %, och äldre över 65 år 6,0 %.
Genomsnittlig årsnederbörd är 1 375 millimeter. Den regnigaste månaden är juli, med i genomsnitt 278 mm nederbörd, och den torraste är februari, med 22 mm nederbörd.